# باشگاه فوتبال غیرت
باشگاه فوتبال غیرت (قزاقی: Qajrat Futbol Kluby) یک باشگاه فوتبال قزاقستانی است که در سال ۱۹۵۴ در آلماتی بنیان‌گذاری شده‌است.
این تیم در حال حاضر در لیگ برتر فوتبال قزاقستان شرکت می‌کند.
غیرت یکی از پرافتخارترین تیم‌های قزاقستان است و تاکنون چندین بار به نمایندگی از این کشور در رقابت‌های اروپایی شرکت کرده‌است. تیم غیرت از سال ۲۰۱۵ تا اکنون آندری آرشاوین را در خدمت خود دارد.